# Eusynthemis tenera
Eusynthemis tenera – gatunek ważki z rodziny Synthemistidae.